# بودانزا، بوروندی
بودانزا (به سواحیلی: Bubanza) شهری در استان بودانزا واقع در کشور بوروندی است که در سال ۱۹۹۰ میلادی ۲٫۹۴۵ نفر جمعیت داشته و جمعیت آن در سال ۲۰۰۵ میلادی به ۱۲٫۷۲۸ نفر رسیده‌است.